# Loop Guru
I Loop Guru sono un collettivo musicale britannico. Considerati fra i massimi artisti della cosiddetta "transglobal dance" degli anni novanta insieme ai Transglobal Underground e i Life Garden, i Loop Guru adottano numerosi campionamenti tratti da fonti sonore disparate e si servono di registratori a nastro, Digital Audio Tape e videoregistratori oltre a veri strumenti. Il loro nome è un riferimento alla tecnica del tape loop.

## Storia
Fondati da David Muddyman, in arte Jamud (autore del libro Rough Guide to World Music), e Sam Dodson, anche conosciuto come Salman Gita, i Loop Guru sono composti da due entità distinte: una che opera in studio, e una che suona dal vivo comprendente diversi musicisti fra cui lo stesso Gita. Dopo aver pubblicato alcuni singoli, il collettivo pubblicò Duniya (The Intrinsic Passion of Mysterious Joy) del 1994, ove coesistono sonorità mediorientali a ritmi trance-dance. Nel 1995, firmarono un contratto per l'etichetta North-South con la quale concordarono la pubblicazione ogni anno di un album dance e uno più ambient e sperimentale. Il primo album d'avanguardia del duo fu The Third Chamber (1995) a cui seguì Amrita (...All These and the Japanese Soup Warriors) (1995), che ritorna alla musica da club degli esordi. Verso la fine degli anni novanta, il gruppo iniziò a esibirsi a diversi concerti in tutta Europa e incise The Fountains Of Paradise (1999), che raccoglie i brani contenenti in alcune cassette pubblicate a tiratura limitata. Nel nuovo millennio, Dodson avviò i progetti collaterali Slipper, con 
Linda Finger, e Thaw, con Jym.

## Discografia

### Album in studio
- 1994 – Duniya (The Intrinsic Passion of Mysterious Joy)
- 1994 – The Third Chamber
- 1995 – Amrita (...All These and the Japanese Soup Warriors)
- 1996 – Catalogue of Desires Vol. 3: The Clear White Variation
- 1996 – Moksha...Peel To Reveal/The Peel Sessions
- 1997 – Loop Bites Dog
- 1999 – The Fountains Of Paradise
- 2001 – Loopus Interruptus...Forgotten Treasures & Lost Artifacts
- 2003 – Bathtime With Loop Guru
- 2006 – Elderberry Shiftglass

### Singoli
- 1992 – Shrine/Mrabat
- 1993 – Paradigm Shuffle/Hope
- 1993 – Sussantics
- 1994 – Shrinic Visions EP
- 1995 – The Third Chamber
- 1995 – Through Cinemas
- 1995 – Possible Futures: Fourplay
- 1996 – Sheikh
- 1997 – Skin Heaven

### Antologie
- 2003 – Wisdom Of The Idiots...Half a History and a History and a Half